# Watkins Glen 240 2021
Le Watkins Glen 240 s'est déroulé le 2 juillet 2021. Il s'agissait de la sixième manche du championnat  WeatherTech SportsCar Championship 2021.

## Circuit
Le Watkins Glen International (surnommé « The Glen ») est un circuit automobile situé près de Watkins Glen, dans l'État de New York aux États-Unis, à la pointe sud du Lac Seneca.

## Qualifications
| Pos. | Classe | N° | Écurie                                                   | Pilote                | Temps          | Écart        | Grille |
| 1    | DPi    | 10 | Konica Minolta Acura ARX-05                              | Ricky Taylor          | 1 min 30 s 058 | _            | 1      |
| 2    | DPi    | 60 | Meyer Shank Racing avec Curb Agajanian Performance Group | Olivier Pla           | 1 min 30 s 404 | + 0 s 346    | 2      |
| 3    | DPi    | 01 | Cadillac Chip Ganassi Racing                             | Kevin Magnussen       | 1 min 30 s 545 | + 0 s 487    | 3      |
| 4    | DPi    | 31 | Whelen Engineering Racing                                | Pipo Derani           | 1 min 30 s 684 | + 0 s 626    | 4      |
| 5    | DPi    | 55 | Mazda Motorsports                                        | Harry Tincknell       | 1 min 30 s 947 | + 0 s 889    | 5      |
| 6    | DPi    | 5  | JDC-Mustang Sampling Racing                              | Loïc Duval            | 1 min 31 s 094 | + 1 s 036    | 6      |
| 7    | LMP2   | 52 | PR1/Mathiasen Motorsports                                | Ben Keating           | 1 min 34 s 969 | + 4 s 911    | 7      |
| 8    | LMP2   | 11 | WIN Autosport                                            | Steven Thomas         | 1 min 35 s 392 | + 5 s 334    | 8      |
| 9    | LMP2   | 8  | Tower Motorsports par Starworks                          | John Farano           | 1 min 39 s 644 | + 9 s 586    | 9      |
| 10   | LMP3   | 38 | Performance Tech Motorsports                             | Mateo Llarena         | 1 min 42 s 633 | +12 s 575    | 10     |
| 11   | LMP3   | 54 | CORE Autosport                                           | Jon Bennett (en)      | 1 min 43 s 368 | + 13 s 310   | 11     |
| 12   | LMP3   | 36 | Andretti Autosport                                       | Jarett Andretti (en)  | 1 min 43 s 608 | + 13 s 550   | 12     |
| 13   | GTLM   | 3  | Corvette Racing                                          | Jordan Taylor         | 1 min 43 s 821 | + 13 s 763   | 16     |
| 14   | GTLM   | 4  | Corvette Racing                                          | Nick Tandy            | 1 min 44 s 045 | + 13 s 987   | 17     |
| 15   | LMP3   | 74 | Riley Motorsports                                        | Gar Robinson          | 1 min 44 s 650 | + 14 s 592   | 13     |
| 16   | LMP3   | 84 | D3+ Transformers-Dawson Racing                           | Theodor Olsen         | 1 min 49 s 677 | + 19 s 619   | 14     |
| 17   | LMP3   | 91 | Riley Motorsports                                        | Jim Cox               | 1 min 50 s 230 | + 20 s 172   | 15     |
| 18   | GTLM   | 79 | WeatherTech Racing                                       | Cooper MacNeil        | 1 min 57 s 420 | + 27 s 362   | 18     |
| 19   | GTD    | 1  | Paul Miller Racing                                       | Madison Snow          | 1 min 59 s 380 | + 29 s 322   | 19     |
| 20   | GTD    | 12 | Vasser-Sullivan Racing                                   | Frankie Montecalvo    | 1 min 59 s 820 | + 29 s 762   | 20     |
| 21   | GTD    | 39 | CarBahn avec Peregrine Racing                            | Richard Heistand (de) | 2 min 00 s 946 | + 30 s 888   | 21     |
| 22   | GTD    | 66 | Gradient Racing                                          | Till Bechtolsheimer   | 2 min 01 s 146 | + 31 s 088   | 22     |
| 23   | GTD    | 76 | Compass Racing                                           | Jeff Kingsley         | 2 min 01 s 146 | + 31 s 088   | 23     |
| 24   | GTD    | 23 | The Heart of Racing                                      | Roman De Angelis      | 2 min 01 s 198 | + 31 s 140   | 24     |
| 25   | GTD    | 28 | Alegra Motorsports                                       | Michael de Quesada    | 2 min 01 s 201 | + 31 s 143   | 25     |
| 26   | GTD    | 14 | Vasser-Sullivan Racing                                   | Aaron Telitz          | 2 min 01 s 396 | + 31 s 338   | 26     |
| 27   | GTD    | 96 | Turner Motorsport                                        | Robby Foley           | 2 min 01 s 894 | + 31 s 836   | 27     |
| 28   | GTD    | 88 | Team Hardpoint EBM                                       | Rob Ferriol           | 2 min 02 s 907 | + 32 s 849   | 28     |
| 29   | GTD    | 32 | Gilbert / Korthoff Motorsports                           | Shane Lewis           | 2 min 04 s 610 | + 34 s 552   | 29     |
| —    | GTD    | 19 | GRT Grasser Racing Team                                  | Temps annulé          | Temps annulé   | Temps annulé | —      |

## Course

### Classement de la course
Voici le classement officiel au terme de la course.
- Les vainqueurs de chaque catégorie sont signalés par un fond jauni.
- Pour la colonne Pneus, il faut passer le curseur au-dessus du modèle pour connaître le manufacturier de pneumatiques.

| Pos  | Classe | no | Écurie                                                   | Pilotes                              | Châssis                          | Pneus | Tours | Temps               |
| ---- | ------ | -- | -------------------------------------------------------- | ------------------------------------ | -------------------------------- | ----- | ----- | ------------------- |
| Pos  | Classe | no | Écurie                                                   | Pilotes                              | Moteur                           | Pneus | Tours | Temps               |
| 1    | DPi    | 31 | Whelen Engineering Racing                                | Pipo Derani Felipe Nasr              | Cadillac DPi-V.R                 | M     | 63    | 2 h 41 min 27 s 882 |
| 1    | DPi    | 31 | Whelen Engineering Racing                                | Pipo Derani Felipe Nasr              | Cadillac 5,5 L V8 Atmo           | M     | 63    | 2 h 41 min 27 s 882 |
| 2    | DPi    | 01 | Cadillac Chip Ganassi Racing                             | Kevin Magnussen Renger van der Zande | Cadillac DPi-V.R                 | M     | 63    | + 1 s 473           |
| 2    | DPi    | 01 | Cadillac Chip Ganassi Racing                             | Kevin Magnussen Renger van der Zande | Cadillac 5,5 L V8 Atmo           | M     | 63    | + 1 s 473           |
| 3    | DPi    | 10 | Konica Minolta Acura ARX-05                              | Filipe Albuquerque Ricky Taylor      | Acura ARX-05                     | M     | 63    | + 10 s 315          |
| 3    | DPi    | 10 | Konica Minolta Acura ARX-05                              | Filipe Albuquerque Ricky Taylor      | Acura AR35TT 3,5 L V6 Turbo      | M     | 63    | + 10 s 315          |
| 4    | DPi    | 5  | JDC-Mustang Sampling Racing                              | Loïc Duval Tristan Vautier           | Cadillac DPi-V.R                 | M     | 63    | + 12 s 025          |
| 4    | DPi    | 5  | JDC-Mustang Sampling Racing                              | Loïc Duval Tristan Vautier           | Cadillac 5,5 L V8 Atmo           | M     | 63    | + 12 s 025          |
| 5    | DPi    | 55 | Mazda Motorsports                                        | Oliver Jarvis Harry Tincknell        | Mazda RT24-P                     | M     | 63    | + 12 s 446          |
| 5    | DPi    | 55 | Mazda Motorsports                                        | Oliver Jarvis Harry Tincknell        | Mazda MZ-2.0T 2,0 L I4 Turbo     | M     | 63    | + 12 s 446          |
| 6    | DPi    | 60 | Meyer Shank Racing avec Curb Agajanian Performance Group | Dane Cameron Olivier Pla             | Acura ARX-05                     | M     | 63    | + 15 s 107          |
| 6    | DPi    | 60 | Meyer Shank Racing avec Curb Agajanian Performance Group | Dane Cameron Olivier Pla             | Acura AR35TT 3,5 L V6 Turbo      | M     | 63    | + 15 s 107          |
| 7    | LMP2   | 52 | PR1/Mathiasen Motorsports                                | Mikkel Jensen Ben Keating            | Oreca 07                         | M     | 59    | + 4 tours           |
| 7    | LMP2   | 52 | PR1/Mathiasen Motorsports                                | Mikkel Jensen Ben Keating            | Gibson GK428 4,2 L V8 Atmo       | M     | 59    | + 4 tours           |
| 8    | LMP2   | 11 | WIN Autosport                                            | Steven Thomas Tristan Nunez          | Oreca 07                         | M     | 59    | + 4 tours           |
| 8    | LMP2   | 11 | WIN Autosport                                            | Steven Thomas Tristan Nunez          | Gibson GK428 4,2 L V8 Atmo       | M     | 59    | + 4 tours           |
| 9    | LMP2   | 8  | Tower Motorsports par Starworks                          | John Farano Gabriel Aubry            | Oreca 07                         | M     | 59    | + 4 tours           |
| 9    | LMP2   | 8  | Tower Motorsports par Starworks                          | John Farano Gabriel Aubry            | Gibson GK428 4,2 L V8 Atmo       | M     | 59    | + 4 tours           |
| 10   | LMP3   | 74 | Riley Motorsports                                        | Felipe Fraga Gar Robinson            | Ligier JS P320                   | M     | 59    | + 4 tours           |
| 10   | LMP3   | 74 | Riley Motorsports                                        | Felipe Fraga Gar Robinson            | Nissan VK56DE 5,6 L V8 Atmo      | M     | 59    | + 4 tours           |
| 11   | LMP3   | 91 | Riley Motorsports                                        | Jim Cox Dylan Murry                  | Ligier JS P320                   | M     | 59    | + 4 tours           |
| 11   | LMP3   | 91 | Riley Motorsports                                        | Jim Cox Dylan Murry                  | Nissan VK56DE 5,6 L V8 Atmo      | M     | 59    | + 4 tours           |
| 12   | LMP3   | 54 | CORE Autosport                                           | Jon Bennett (en) Colin Braun         | Ligier JS P320                   | M     | 59    | + 4 tours           |
| 12   | LMP3   | 54 | CORE Autosport                                           | Jon Bennett (en) Colin Braun         | Nissan VK56DE 5,6 L V8 Atmo      | M     | 59    | + 4 tours           |
| 13   | LMP3   | 36 | Andretti Autosport                                       | Jarett Andretti (en) Oliver Askew    | Ligier JS P320                   | M     | 59    | + 4 tours           |
| 13   | LMP3   | 36 | Andretti Autosport                                       | Jarett Andretti (en) Oliver Askew    | Nissan VK56DE 5,6 L V8 Atmo      | M     | 59    | + 4 tours           |
| 14   | GTLM   | 3  | Corvette Racing                                          | Antonio García Jordan Taylor         | Chevrolet Corvette C8.R          | M     | 59    | + 4 tours           |
| 14   | GTLM   | 3  | Corvette Racing                                          | Antonio García Jordan Taylor         | Chevrolet 5,5 L V8 Atmo          | M     | 59    | + 4 tours           |
| 15   | GTLM   | 4  | Corvette Racing                                          | Tommy Milner Nick Tandy              | Chevrolet Corvette C8.R          | M     | 59    | + 4 tours           |
| 15   | GTLM   | 4  | Corvette Racing                                          | Tommy Milner Nick Tandy              | Chevrolet 5,5 L V8 Atmo          | M     | 59    | + 4 tours           |
| 16   | GTLM   | 79 | WeatherTech Racing                                       | Matt Campbell Cooper MacNeil         | Porsche 911 RSR-19               | M     | 58    | + 5 tours           |
| 16   | GTLM   | 79 | WeatherTech Racing                                       | Matt Campbell Cooper MacNeil         | Porsche 4,2 L Flat-6 Atmo        | M     | 58    | + 5 tours           |
| 17   | LMP3   | 38 | Performance Tech Motorsports                             | Rasmus Lindh (en) Mateo Llarena      | Ligier JS P320                   | M     | 58    | + 5 tours           |
| 17   | LMP3   | 38 | Performance Tech Motorsports                             | Rasmus Lindh (en) Mateo Llarena      | Nissan VK56DE 5,6 L V8 Atmo      | M     | 58    | + 5 tours           |
| 18   | GTD    | 14 | Vasser Sullivan Racing                                   | Jack Hawksworth Aaron Telitz         | Lexus RC F GT3                   | M     | 57    | + 6 tours           |
| 18   | GTD    | 14 | Vasser Sullivan Racing                                   | Jack Hawksworth Aaron Telitz         | Lexus 5,0 L V8 Atmo              | M     | 57    | + 6 tours           |
| 19   | GTD    | 12 | Vasser Sullivan Racing                                   | Frankie Montecalvo Zach Veach (en)   | Lexus RC F GT3                   | M     | 57    | + 6 tours           |
| 19   | GTD    | 12 | Vasser Sullivan Racing                                   | Frankie Montecalvo Zach Veach (en)   | Lexus 5,0 L V8 Atmo              | M     | 57    | + 6 tours           |
| 20   | GTD    | 23 | The Heart of Racing                                      | Roman De Angelis Ross Gunn           | Aston Martin Vantage AMR GT3     | M     | 57    | + 6 tours           |
| 20   | GTD    | 23 | The Heart of Racing                                      | Roman De Angelis Ross Gunn           | Aston Martin 4,0 L V8 Turbo      | M     | 57    | + 6 tours           |
| 21   | GTD    | 39 | CarBahn avec Peregrine Racing                            | Richard Heistand (de) Jeff Westphal  | Audi R8 LMS                      | M     | 57    | + 6 tours           |
| 21   | GTD    | 39 | CarBahn avec Peregrine Racing                            | Richard Heistand (de) Jeff Westphal  | Audi 5,2 L V10 Atmo              | M     | 57    | + 6 tours           |
| 22   | GTD    | 28 | Alegra Motorsports                                       | Daniel Morad Michael de Quesada      | Mercedes-AMG GT3 Evo             | M     | 57    | + 6 tours           |
| 22   | GTD    | 28 | Alegra Motorsports                                       | Daniel Morad Michael de Quesada      | Mercedes-Benz M159 6,2 L V8 Atmo | M     | 57    | + 6 tours           |
| 23   | GTD    | 66 | Gradient Racing                                          | Till Bechtolsheimer Marc Miller (en) | Acura NSX GT3 Evo                | M     | 57    | + 6 tours           |
| 23   | GTD    | 66 | Gradient Racing                                          | Till Bechtolsheimer Marc Miller (en) | Acura 3,5 L V6 Turbo             | M     | 57    | + 6 tours           |
| 24   | GTD    | 32 | Gilbert / Korthoff Motorsports                           | Guy Cosmo Shane Lewis                | Mercedes-AMG GT3 Evo             | M     | 57    | + 6 tours           |
| 24   | GTD    | 32 | Gilbert / Korthoff Motorsports                           | Guy Cosmo Shane Lewis                | Mercedes-Benz M159 6,2 L V8 Atmo | M     | 57    | + 6 tours           |
| 25   | GTD    | 88 | Team Hardpoint EBM                                       | Rob Ferriol Katherine Legge          | Porsche 911 GT3 R                | M     | 57    | + 6 tours           |
| 25   | GTD    | 88 | Team Hardpoint EBM                                       | Rob Ferriol Katherine Legge          | Porsche 4,0 L Flat-6 Atmo        | M     | 57    | + 6 tours           |
| 26   | GTD    | 76 | Compass Racing                                           | Jeff Kingsley Mario Farnbacher       | Acura NSX GT3 Evo                | M     | 54    | + 9 tours           |
| 26   | GTD    | 76 | Compass Racing                                           | Jeff Kingsley Mario Farnbacher       | Acura 3,5 L V6 Turbo             | M     | 54    | + 9 tours           |
| Abd. | GTD    | 1  | Paul Miller Racing                                       | Bryan Sellers Madison Snow           | Lamborghini Huracán GT3 Evo      | M     | 48    | Pompe à essence     |
| Abd. | GTD    | 1  | Paul Miller Racing                                       | Bryan Sellers Madison Snow           | Lamborghini 5,2 L V10 Atmo       | M     | 48    | Pompe à essence     |
| 28   | GTD    | 19 | GRT Grasser Racing Team                                  | Misha Goikhberg Franck Perera        | Lamborghini Huracán GT3 Evo      | M     | 48    | + 15 tours          |
| 28   | GTD    | 19 | GRT Grasser Racing Team                                  | Misha Goikhberg Franck Perera        | Lamborghini 5,2 L V10 Atmo       | M     | 48    | + 15 tours          |
| Abd. | GTD    | 96 | Turner Motorsport                                        | Bill Auberlen Robby Foley            | BMW M6 GT3                       | M     | 31    | Direction assistée  |
| Abd. | GTD    | 96 | Turner Motorsport                                        | Bill Auberlen Robby Foley            | BMW 4,4 L V8 Turbo               | M     | 31    | Direction assistée  |
| Abd. | LMP3   | 84 | D3+ Transformers-Dawson Racing                           | Theodor Olsen Dominic Cicero         | Ligier JS P320                   | M     | 31    | Moteur              |
| Abd. | LMP3   | 84 | D3+ Transformers-Dawson Racing                           | Theodor Olsen Dominic Cicero         | Nissan VK56DE 5,6 L V8 Atmo      | M     | 31    | Moteur              |

## Pole position et record du tour
- Pole position :  Ricky Taylor (#10 Konica Minolta Acura ARX-05) en 1 min 30 s 058
- Meilleur tour en course :  Harry Tincknell (#55 Mazda RT24-P) en 1 min 31 s 363

## Tours en tête
- no 10 Acura ARX-05 - Konica Minolta Acura ARX-05 :  24 tours (1-24)[4]
- no 31 Cadillac DPi-V.R - Whelen Engineering Racing :  9 tours (25-33)
- no 55 Mazda RT24-P - Mazda Motorsports :  5 tours (34-38)
- no 31 Cadillac DPi-V.R - Whelen Engineering Racing :  34 tours (39-63)

## À noter
- Longueur du circuit : 3,4 mi
- Distance parcourue par les vainqueurs : 214,2 mi